# Karlo III. od Monaka
Karlo III. od Monaka (Pariz, 8. prosinca 1818. – Marchais, Aisne, 10. rujna 1889.), monegaški knez od 1856. do 1889. godine iz kneževske dinastije Matignon-Grimaldi. Osnivač je kockarnice Casino Monte Carlo (1863.), čiji je rad uvelike doprinio prihodima kneževine. Bio je poznat kao princ-znanstvenik.

## Životopis
Rodio se kao jedino dijete u obitelji monegaškog kneza Florestana I. († 1856.) i Marije Caroline Gibert de Lametz († 1879.). Dana 28. rujna 1846. godine, tada prijestolonasljednik Karlo oženio je groficu Antoinette de Mérode s kojom je 1848. godine dobio jedino dijete, sina i nasljednika Alberta I.
Godine 1856. naslijedio je kneževsku vlast od oca Florestana koji mu je ostavio malu i zapuštenu kneževinu. Kao novi vladar započeo je ekonomske reforme. Godine 1861. bio je prisiljen predati Francuskoj komune Menton i Roquebrune-Cap-Martin, koje su se pobunile i htjele izdvojiti iz kneževine zbog siromaštva, za što je knez Karlo III. dobio 4 milijuna franaka od Francuske. Godine 1863. otvorio je kockarnicu u Monaku, što se pokazalo kao odličan potez, budući da je poslije pada francuskog cara Napoleona III. 1871. godine uvedena ponovna zabrana klađenja u gotovo čitavoj Europi. Tijekom sljedećih pet godina kneževinu je posjetilo oko 150.000 turista iz raznih država, uključujući i SAD. Knez Karlo III. je, dijelom profita kojeg je ostvarivala kockarnica, financirao izgradnju željezničke pruge Nica-Genova, koja je prolazila kroz kneževinu.
Tijekom njegove vladavine osnovana je dijeceza u Monaku, što je državi dalo religijsku neovisnost. Također, knez je 1863. godine potvrdio grb i zastavu Monaka, a počeo je kovati i kovanice te izdavati poštanske marke. Zahvaljujući prihodima od kasina, knez Karlo III. oslobodio je svoje podanike od poreza, što je privuklo strani kapital.
Naslijedio ga je sin Albert I.